# Kanton Plouagat
Plouagat is een voormalig kanton van het Franse departement Côtes-d'Armor. Het kanton maakte deel uit van het arrondissement Guingamp. Het kanton werd opgeheven bij decreet van 13 februari 2014 met uitwerking op 22 maart 2015.

## Gemeenten
Het kanton Plouagat omvatte de volgende gemeenten:
- Bringolo
- Goudelin
- Lanrodec
- Plouagat (hoofdplaats)
- Saint-Fiacre
- Saint-Jean-Kerdaniel
- Saint-Péver